# Bruno Lima (Volleyballspieler)
Bruno Lima (* 4. Februar 1996 in San Juan) ist ein argentinischer Volleyballspieler.

## Karriere
Lima begann seine Karriere 2011 bei Obras San Juan. Bei den Südamerika-Meisterschaften der U19 gewann er 2012 mit den argentinischen Junioren die Silbermedaille. Der gleiche Erfolg gelang im 2014 im U21-Wettbewerb. Die Saison 2014/15 spielte er bei Bolivar Volley, bevor er zu Obras zurückkehrte. Mit der argentinischen Nationalmannschaft nahm der Diagonalangreifer an den Olympischen Spielen 2016 teil und erreichte dabei den fünften Rang. 2017 wurde er Südamerika-Meister. Anschließend wechselte er zum französischen Erstligisten Chaumont Volley-Ball 52. Die Rückrunde spielte er jedoch bereits wieder in San Juan. 2018 nahm er mit der Nationalmannschaft an der Nations League und an der Weltmeisterschaft teil. Danach wechselte er zum deutschen Bundesligisten Volleyball Bisons Bühl. Dort blieb er eine Saison und wechselte anschließend zurück nach Argentinien zu Gigantes del Sur. In der Saison 2020/2021 spielte er dann für Afyon Belediye Yüntaş in der Türkei. Seit der Saison 2021/2022 spielt er für Nice Volley-Ball in Frankreich. 2021 gewann er mit der Nationalmannschaft die Bronzemedaille bei den Olympischen Spielen.